# Antarctische botervis
De Antarctische botervis (Hyperoglyphe antarctica) is een straalvinnige vis uit de familie van Centrolophidae, orde van baarsachtigen (Perciformes). De vis kan een lengte bereiken van 140 centimeter. De hoogst geregistreerde leeftijd is 15 jaar.

## Leefomgeving
Hyperoglyphe antarctica is een zoutwatervis. De soort komt voor in diep water in de (Grote, Atlantische en Indische Oceaan). De diepteverspreiding is 40 tot 1500 meter.

## Relatie tot de mens
Hyperoglyphe antarctica is voor de visserij van aanzienlijk commercieel belang. In de hengelsport wordt er weinig op de vis gejaagd.